# Llista de muntanyes del Racó d'Ademús
Llista de muntanyes a la comarca del Racó d'Ademús, al País Valencià.
| Nom                        | Altura   | Municipi                | Unitat de relleu   | Coordenades                                            | Foto |
| -------------------------- | -------- | ----------------------- | ------------------ | ------------------------------------------------------ | ---- |
| Alto de las Barracas       | 1.836 m  | la Pobla de Sant Miquel | Javalambre         | 40° 04′ 39″ N, 1° 05′ 27″ O / 40.077396°N,1.0907518°O  |      |
| el Gavilán                 | 1.749 m. | la Pobla de Sant Miquel | Javalambre         | 40° 04′ 19″ N, 1° 06′ 37″ O / 40.0720484°N,1.1103309°O |      |
| la Cruz de los Tres Reinos | 1.556 m. | Castellfabib            | Monts Universals   | 40° 08′ 44″ N, 1° 26′ 56″ O / 40.1455359°N,1.4488593°O |      |
| Tortajada                  | 1.514 m. | la Pobla de Sant Miquel | Serra de Tortajada | 40° 00′ 45″ N, 1° 10′ 06″ O / 40.0126092°N,1.1682183°O |      |
| Tortajada                  | 1.514 m. | Ademús                  | Serra de Tortajada | 40° 00′ 45″ N, 1° 10′ 06″ O / 40.0126092°N,1.1682183°O |      |
| Muela del Royo             | 1.504 m. | Castellfabib            | Monts Universals   | 40° 08′ 03″ N, 1° 25′ 56″ O / 40.1341031°N,1.432226°O  |      |
| Puntal Negro               | 1.451 m. | Castellfabib            | Monts Universals   | 40° 06′ 04″ N, 1° 24′ 29″ O / 40.101093°N,1.4079746°O  |      |
| Puntal Negro               | 1.451 m. | Vallanca                | Monts Universals   | 40° 06′ 04″ N, 1° 24′ 29″ O / 40.101093°N,1.4079746°O  |      |
| el Cabezo                  | 1.446 m. | Castellfabib            |                    | 40° 06′ 15″ N, 1° 24′ 06″ O / 40.1042233°N,1.4017629°O |      |
| Puntal de Cristóbal        | 1.418 m. | Vallanca                | Monts Universals   | 40° 05′ 36″ N, 1° 25′ 13″ O / 40.0932184°N,1.4203288°O |      |
| el Peñasco                 | 1.267 m. | Cases Altes             |                    | 40° 00′ 43″ N, 1° 12′ 45″ O / 40.0120698°N,1.2124878°O |      |
| el Peloto                  | 1.264 m. | Cases Baixes            | Serra de Tortajada | 40° 00′ 21″ N, 1° 13′ 17″ O / 40.0059132°N,1.2214566°O |      |
| el Puntal de los Casinos   | 1.262 m. | Castellfabib            |                    | 40° 12′ 24″ N, 1° 17′ 36″ O / 40.2067858°N,1.2932761°O |      |
| Cabeza del Navajo          | 1.233 m  | Vallanca                |                    | 40° 03′ 17″ N, 1° 23′ 22″ O / 40.0547942°N,1.3893815°O |      |
| el Cerrellar               | 1.225 m. | Ademús                  |                    | 40° 04′ 33″ N, 1° 13′ 09″ O / 40.0759714°N,1.219057°O  |      |
| Alto Perrera               | 1.214 m. | Castellfabib            |                    | 40° 08′ 19″ N, 1° 20′ 17″ O / 40.1385459°N,1.3380171°O |      |
| la Molatilla               | 1.022 m. | Cases Baixes            | Serra de Tortajada | 40° 00′ 34″ N, 1° 14′ 47″ O / 40.0093235°N,1.2463689°O |      |
| Puntal del Sordo           | 1.004 m. | Cases Altes             |                    | 40° 02′ 16″ N, 1° 16′ 42″ O / 40.0378509°N,1.2784165°O |      |
| les Zafranares             | 939 m.   | Ademús                  |                    | 40° 04′ 15″ N, 1° 17′ 45″ O / 40.070822°N,1.2957501°O  |      |
| Pico de la Muela           | 904 m.   | Ademús                  |                    | 40° 03′ 17″ N, 1° 15′ 48″ O / 40.0547367°N,1.2632258°O |      |
| Pico Castro                | 897 m.   | Ademús                  |                    | 40° 04′ 13″ N, 1° 16′ 52″ O / 40.0701697°N,1.2811483°O |      |